# Leuze-en-Hainaut
Leuze-en-Hainaut este un oraș francofon din regiunea Valonia din Belgia. Comuna Leuze-en-Hainaut este formată din localitățile Leuze-en-Hainaut, Blicquy, Chapelle-à-Oie, Chapelle-à-Wattines, Gallaix, Grandmetz, Pipaix, Thieulain, Tourpes și Willaupuis. Suprafața sa totală este de 73,53 km². La 1 ianuarie 2008 comuna avea o populație totală de 13.331 locuitori. 
Comuna Leuze-en-Hainaut se învecinează cu comunele Ath, Beloeil, Chièvres, Frasnes-lez-Anvaing, Péruwelz și Tournai.

## Localități înfrățite
- Franța: Loudun;
- Statele Unite ale Americii: Carencro, Louisiana;
- Burkina Faso: Ouagadougou.